# Rob Bourdon
Robert Gregory Bourdon (* 20. ledna 1979) je americký bubeník a bývalý člen a spoluzakladatel americké rockové skupiny Linkin Park.

## Mládí
Narodil se v Calabasas ve státě Kalifornie. V mládí se učil hrát na klavír. Ke hře na bicí se inspiroval po návštěvě koncertu skupiny Aerosmith, kde se osobně seznámil s bubeníkem Joeym Kramerem. Jako své vzory uvádí skupiny Tower of Power a Earth, Wind and Fire. Navštěvoval střední školu Agoura High School v Agoura Hills, kde se v jazzové kapele střední školy seznámil s budoucími spoluhráči Bradem Delsonem a Mikem Shinodou. Než se stal hudebníkem na plný úvazek, pracoval jako číšník v restauraci a koordinátor večírků v bowlingové hale. Na Santa Monica College vystudoval účetnictví.

## Kariéra
Spolu s Bradem Delsonem založili vlastní kapelu Relative Degree. Kapela odehrála vyprodaný koncert v divadle Roxy, ale pak se rozpadla.
Později se připojil k Delsonovi a Mikeu Shinodovi a v roce 1996 založil kapelu Linkin Park, tehdy známou pod názvem Xero. Kapela zaznamenala úspěch s debutovým albem Hybrid Theory (2000), které později získalo 12× platinovou desku podle Recording Industry Association of America. Působil jako bubeník na sedmi studiových albech a mnoha mezinárodních turné. Kromě bicích a perkusí se spolu s Delsonem a Davem Farrellem staral o obchodní stav kapely. Během natáčení šestého studiového alba The Hunting Party si poranil záda, když hrál 10 hodin denně po dobu 7 po sobě jdoucích dnů. S Linkin Park zůstal až do roku 2017, kdy kapela přerušila činnost po smrti frontmana a zpěváka Chestera Benningtona.
Linkin Park v roce 2024 obnovili kapelu, ale Bourdon toho nebyl součástí. Nahradil ho Colin Brittain. Zpěvák skupiny Mike Shinoda uvedl, že se v následujících letech po Benningtonově smrti Bourdon snažil distancovat od kapely. Chyběl i při práci na reedici Hybrid Theory a vydání kompilačního alba Papercuts z roku 2024.

## Hudební vlivy
Mezi jeho hudební vlivy patří Led Zeppelin, Tower of Power, Aerosmith, The Police, Bad Religion, Steely Dan, System of a Down, Incubus a Dave Matthews Band.

## Osobní život
Žije v Los Angeles. Je židovského původu.

## Diskografie

### S Linkin Park
- Hybrid Theory (2000)
- Meteora (2003)
- Minutes to Midnight (2007)
- A Thousand Suns (2010)
- Living Things (2012)
- The Hunting Party (2014)
- One More Light (2017)